# Fontana dell’Aquilone
Fontana dell’Aquilone (wł. Aquilone – Akwilon) – barokowa fontanna w Ogrodach Watykańskich, zaprojektowana przez Giovanniego Vasanzia i Martina Ferabosco, ukończona w 1612 roku.
Największa z watykańskich fontann zlokalizowana jest nieopodal statuy św. Piotra, między Klasztorem Mater Ecclesiae a Domkiem Piusa IV, na skraju ogrodu angielskiego.

## Historia
Wykorzystując starożytny akwedukt z czasów Trajana, za pontyfikatu papieża Pawła V w 1611 roku doprowadzono do Rzymu wodę z odległego o 39 km Lago di Bracciano. Odgałęzienie akweduktu zaczęło również zasilać w wodę fontanny watykańskie. Z tej okazji wzniesiono nową fontannę, którą zaprojektowali Giovanni Vasanzio i Martino Ferabosco. W tym okresie Ferabosco pełnił urząd zarządcy fontann rionu Borgo i watykańskiego Belwederu. Architekci wznieśli sztuczne groty w półokręgu nad dużą sadzawką. Nad centralną grotą góruje kamienny orzeł z rozpostartymi skrzydłami. W pozostałych niszach umieszczone zostały kamienne smoki. Orzeł i smok to elementy herbu papieża Pawła V, pochodzącego z rodu Borghese. Autorem rzeźby trytona dosiadającego delfina i dmącego w róg był Galeazzo Mondella, zwany Moderno. Rzeźba ta mogła być inspiracją dla Berniniego przy projektowaniu rzymskiej Fontana del Tritone. Z wody w sadzawce przed grotami wyglądają dwie syreny. Fontannę ukończono w 1612 roku.

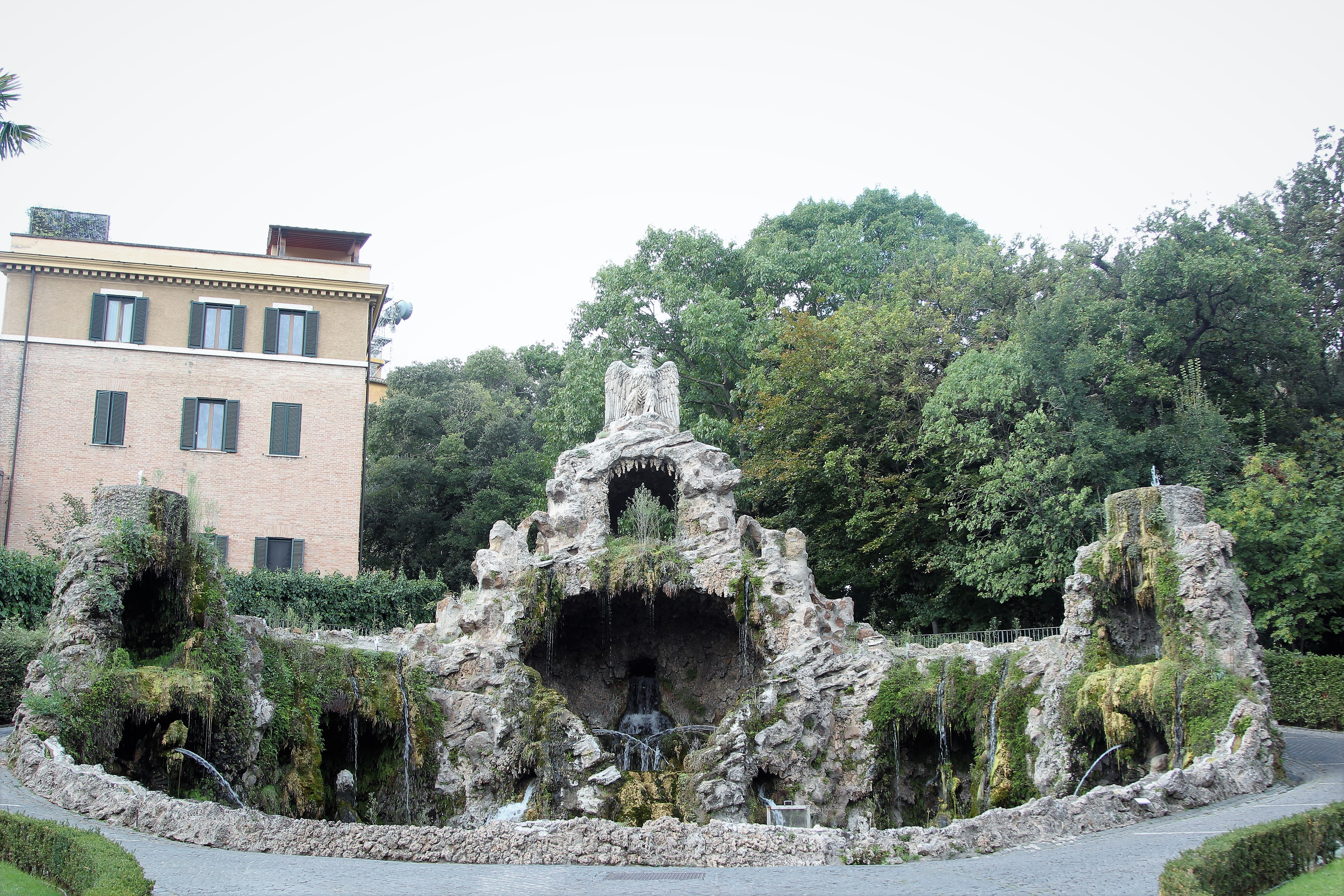
Kamienne groty, Klasztor Mater Ecclesiae w tle
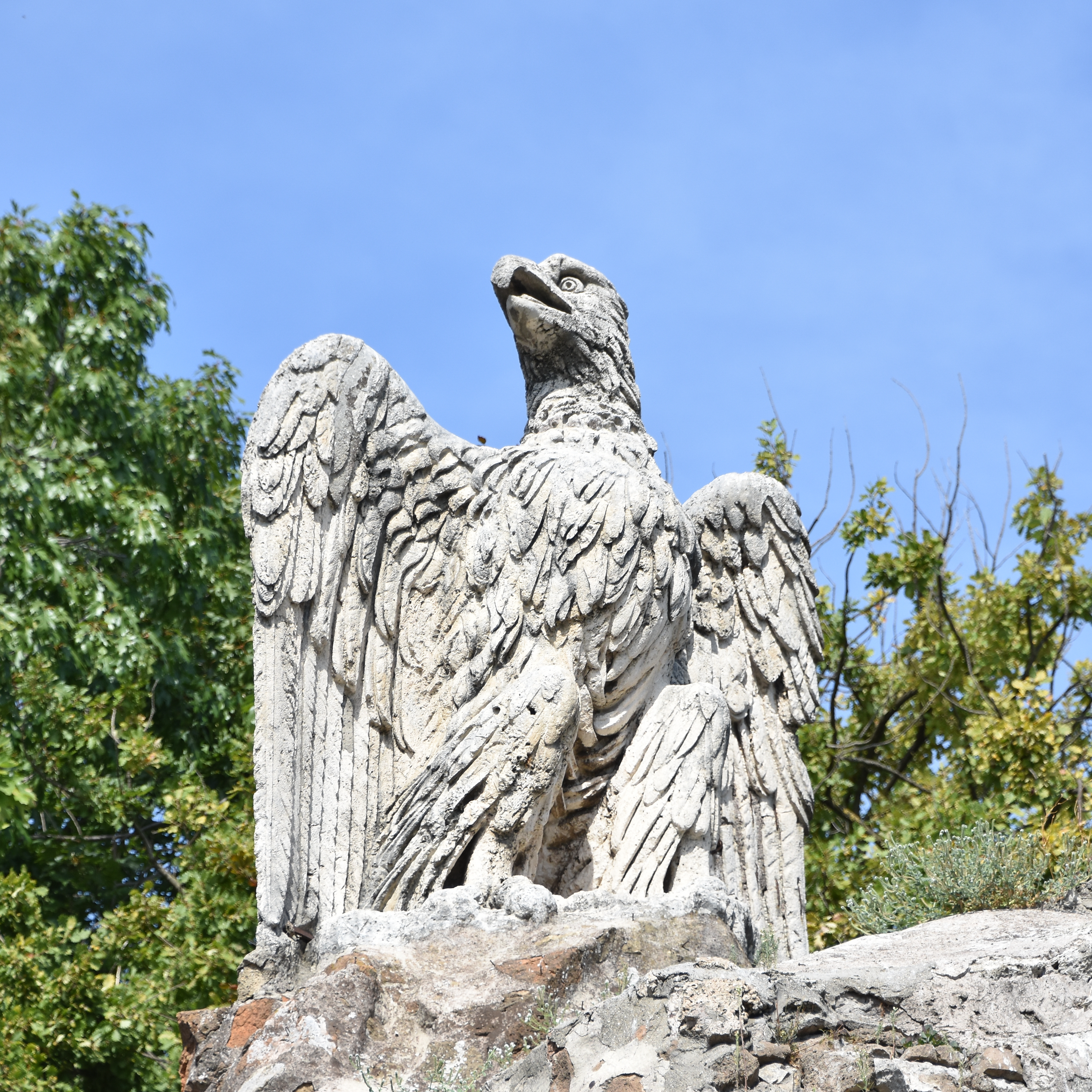
Orzeł na zwieńczeniu
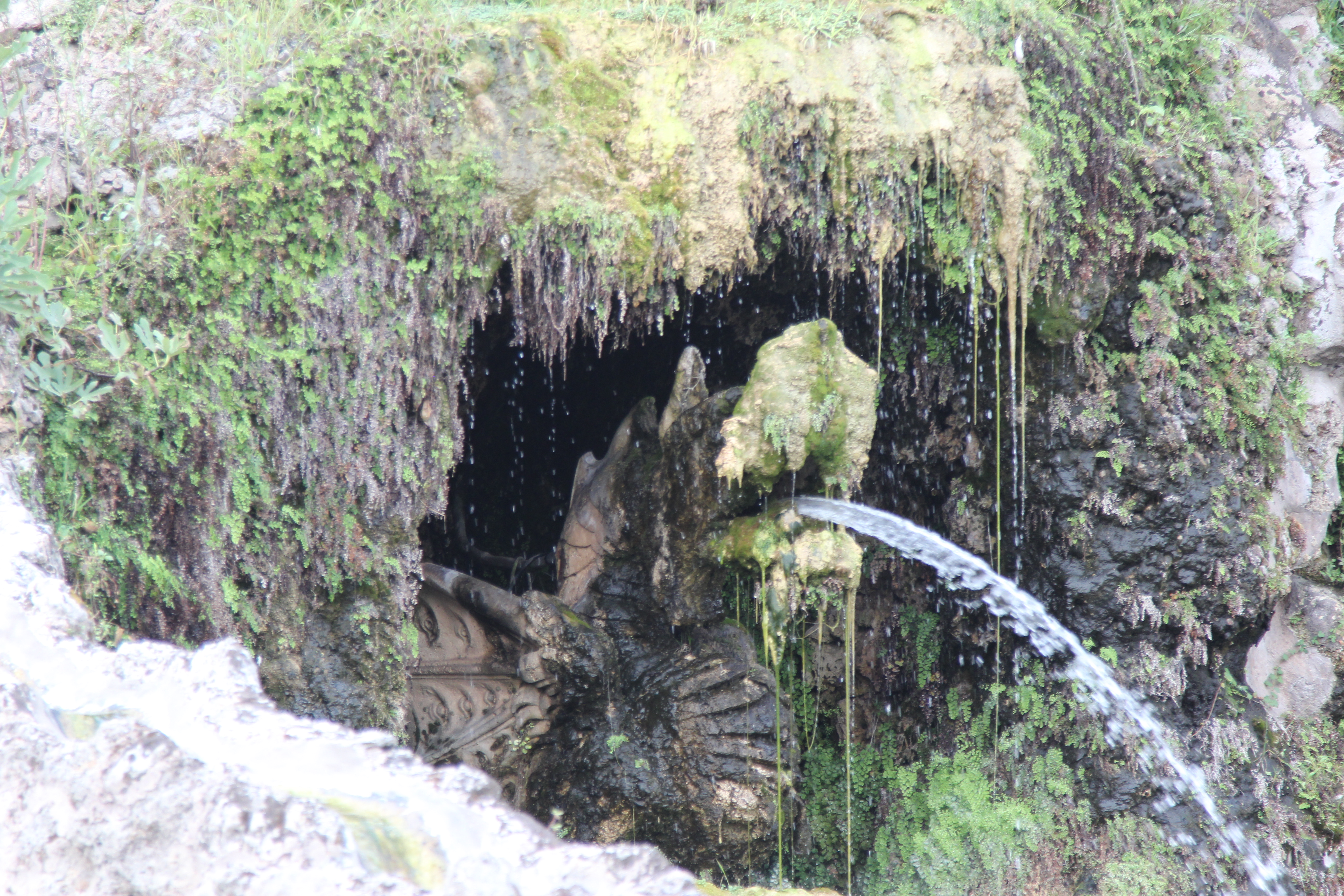
Jeden ze smoków
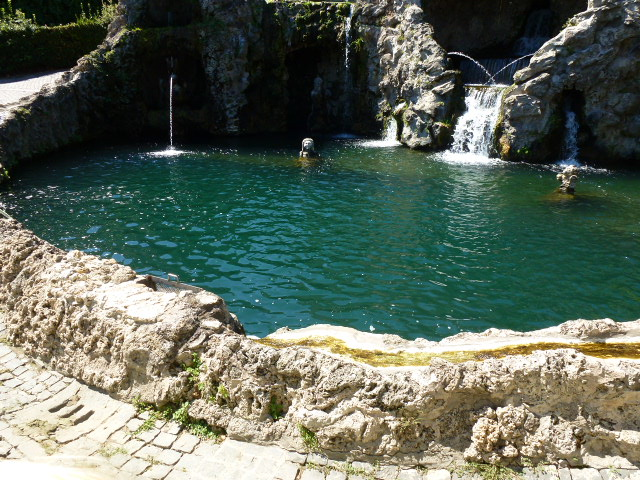
Sadzawka